# Szoó György
Szoó György (1921. augusztus 30. – Budapest, 1999. április 7.) magyar színész.

## Életpályája
Színészi pályáját 1950-ben a Szegedi Nemzeti Színházban kezdte. 1951-től egy évadot a Pécsi Nemzeti Színházban töltött. 1952-től a kecskeméti Katona József Színház, 1955-től a József Attila Színház szerződtette. 1956-tól az Állami Déryné Színház, 1960-tól a Fővárosi Operettszínház művésze volt. 1962-től a Tarka Színpadon és a Kamara Varietében lépett fel, 1964-ben a szolnoki Szigligeti Színházban szerepelt. 1967 és 1982 között a Pannónia Filmstúdió szinkronszínésze volt.
1999. április 7-én hunyt el Budapesten, 77 évesen.

## Fontosabb színházi szerepei
- William Shakespeare: A makrancos hölgy –  Gremio
- Molière: Tartuffe –  Valér
- Fjodor Mihajlovics Dosztojevszkij: A herceg álma –  A herceg
- Nyikolaj Vasziljevics Gogol: A revizor –  Ivan Kuzmics Spekin
- Johann Strauss
  - A denevér –  Blind
  - Cigánybáró –  Ferkó cigány
- Jacques Offenbach: Eljegyzés lámpafénynél –  Éjjeliőr
- Franz von Suppé: Boccaccio –  Udvarmester
- Kálmán Imre
  - Csárdáskirálynő –  Főherceg
  - Montmartre-i ibolya –  Frascatti, hadügyminiszter
- Lehár Ferenc: A mosoly országa –  Csang
- Kacsóh Pongrác: János vitéz –  A francia király
- Jacobi Viktor: Leányvásár –  Jefferson
- Berté Henrik: Három a kislány –  Novotny
- Csiky Gergely: Kaviár –  Miska
- Móricz Zsigmond: Nem élhetek muzsikaszó nélkül –  Mircse, cigányprímás
- Emőd Tamás: Mézeskalács –  Buhu, udvari bolond
- Nóti Károly: Nyitott ablak –  Polgármester
- Gádor Béla – Barabás Tibor: Állami áruház –  Bányai
- Szinetár György: Susmus –  Baranyi Bálint, író
- Arany János – Szendrő Ferenc: Toldi estéje –  Király
- Szenes Iván: Őfelsége a sztár –  Belügyminiszter
- Tardos Péter: Autóstop –  Bubi
- Gyárfás Miklós: Hatszáz új lakás –  Sarkadi
- Tabi László: A kalóz –  Hollós
- Csizmarek Mátyás: Boci-boci tarka –  Tőzsér Károly
- Raimundo Magalhães: Párizsi cukrászda –  Finot úr

## Filmes és televíziós szerepei
- Liliomfi (1955)
- Hannibál tanár úr (1956)
- Szakadék (1956)
- Két félidő a pokolban (1961)
- Nappali sötétség (1963; tévéfilm) – Detektív
- Falusi idill (1963; tévéfilm)
- Pacsirta (1963)
- Bors (1968; tévésorozat)
- A Mézga család különös kalandjai 2-13. (1969; rajzfilmsorozat) – További szereplők (hang)
- Volt egyszer egy borbély (1970; tévéfilm)
- Rózsa Sándor (1971; tévésorozat)
- 141 perc a befejezetlen mondatból (1975)
- Robog az úthenger 1-6. (1976; tévésorozat)
- Vízipók-csodapók I. (1976; rajzfilmsorozat) – Béka óvó bácsi; Nagy béka apuka (hang)
- Vakáción a Mézga család (1978; rajzfilmsorozat) – Benzinkút-tulajdonos; Amerikai professzor (hang)
- Szerencsétlen flótás (1979; tévéfilm)
- Vuk 1-4. (1980) – Hajtó #2 (hang)
- A nagy ho-ho-horgász I-II. (1982-1988; tévésorozat) – További szereplők (hang)
- A közös kutya (1983; tévéfilm)
- Gyertek el a névnapomra (1983)
- Mennyei seregek (1983)
- Kémeri (1985; tévésorozat)
- Linda II. (1986; tévésorozat)
- Napló szerelmeimnek (1987)
- Sárkány és papucs (1989) – Főkomornyik; Kerekasztal lovagja (hang)
- A nagy ho-ho-ho-horgászverseny (1990) – Halas sofőr (hang)
- Szomszédok (1990-1994; tévésorozat) – Több szerep
- Brancaleone vitéz ármádiája
- Rémület városa